# Wullebeek
De Wullebeek is een beek die ontspringt nabij de Bonte koe in de Belgische gemeente Aartselaar.
Vervolgens stroomt ze westwaarts richting de woonwijk Lindenbos. Daar aangekomen vormt ze de gemeentegrens tussen de gemeenten Schelle en Niel. Ze passeert verder westwaarts achtereenvolgens de wijk Koekoek, de kleiputten en de watertoren van Niel.
Ze watert ten slotte af in de Rupel.